# Pentaschistis praecox
Pentaschistis praecox är en gräsart som beskrevs av Hans Peter Linder. Pentaschistis praecox ingår i släktet Pentaschistis och familjen gräs. Inga underarter finns listade i Catalogue of Life.